# ディアマンテ (イタリア)
ディアマンテ（イタリア語: Diamante）は、イタリア共和国カラブリア州コゼンツァ県にある、人口約5,300人の基礎自治体（コムーネ）。

## 地理

### 位置・広がり

#### 隣接コムーネ
隣接するコムーネは以下の通り。
- ベルヴェデーレ・マリッティモ
- ブオンヴィチーノ
- グリゾリーア
- マイエラ